# 新宿ロマン劇場
新宿ロマン劇場（しんじゅくロマンげきじょう）は、かつて1971年から1989年まで、東京都新宿区新宿3丁目にあった映画館。建物は、1924年に新宿松竹館として開館したものであったが、1989年の閉館後、程なくして解体された。
ここでは、同じ施設で営業されていた前身館である新宿松竹館、新宿ハリウッド、新宿大映についても述べる。

## 歴史

### 新宿松竹館
- 所在地は、当時の表示では四谷区新宿三丁目であった[2]。
- 1923年12月31日 - この日を「開館」とする資料がある[3]。
- 1924年12月1日 - 開業[4]。建物は、阿部美樹志の設計によるバラック建築で、客席は3階建てになっていた[5]。この時点では、帝都興行が経営していた[6]。当初は松竹の封切館であり、新築落成披露興行では、『不如帰 浪子』（1922年、池田義臣監督）など3本が上映され、奏楽もおこなわれた[7]。
- 1926年 - マキノ・プロダクションの『文明の復讐』を上映し、以降、松竹以外の映画も上映する方針をとる[8]。
- この頃には「東京山の手の日本物専門代表館」と評されており、もっぱら日本映画を上映していたが[8]、映画以外の実演の興行に利用されることもあった[9]。
- 1931年6月5日 - 増改築のため興行を終了[10]。
- 1931年10月 - 6階建ての建物に増改築して再開[4]。
- 1932年 - 新宿武蔵野館の従業員ストライキに際し、同一系列であった新宿松竹館の従業員の一部もストライキに参加した[11]。
- 1943年 - 演劇の上演が行われるようになる[3]。
- 1944年9月1日 - 映画の上映をやめ、もっぱら実演をおこなう演芸場に転向した[12]。
- 1945年4月 - 軽演劇を中心とした興行に移行。
- 終戦直後は焼夷弾で屋根に穴が空き、雨漏りする状態だったという[4]。戦後は、屋上の広告塔が撤去され、外壁も改装された[6]。
- 1946年3月 - 映画館としての興行を再開。

### 新宿ハリウッド
- 1948年6月 - 改装を経て新宿ハリウッドとなり、新装開館興行では『アンナとシャム王』（1944年、ジョン・クロムウェル監督）が上映された[13]。

### 新宿大映

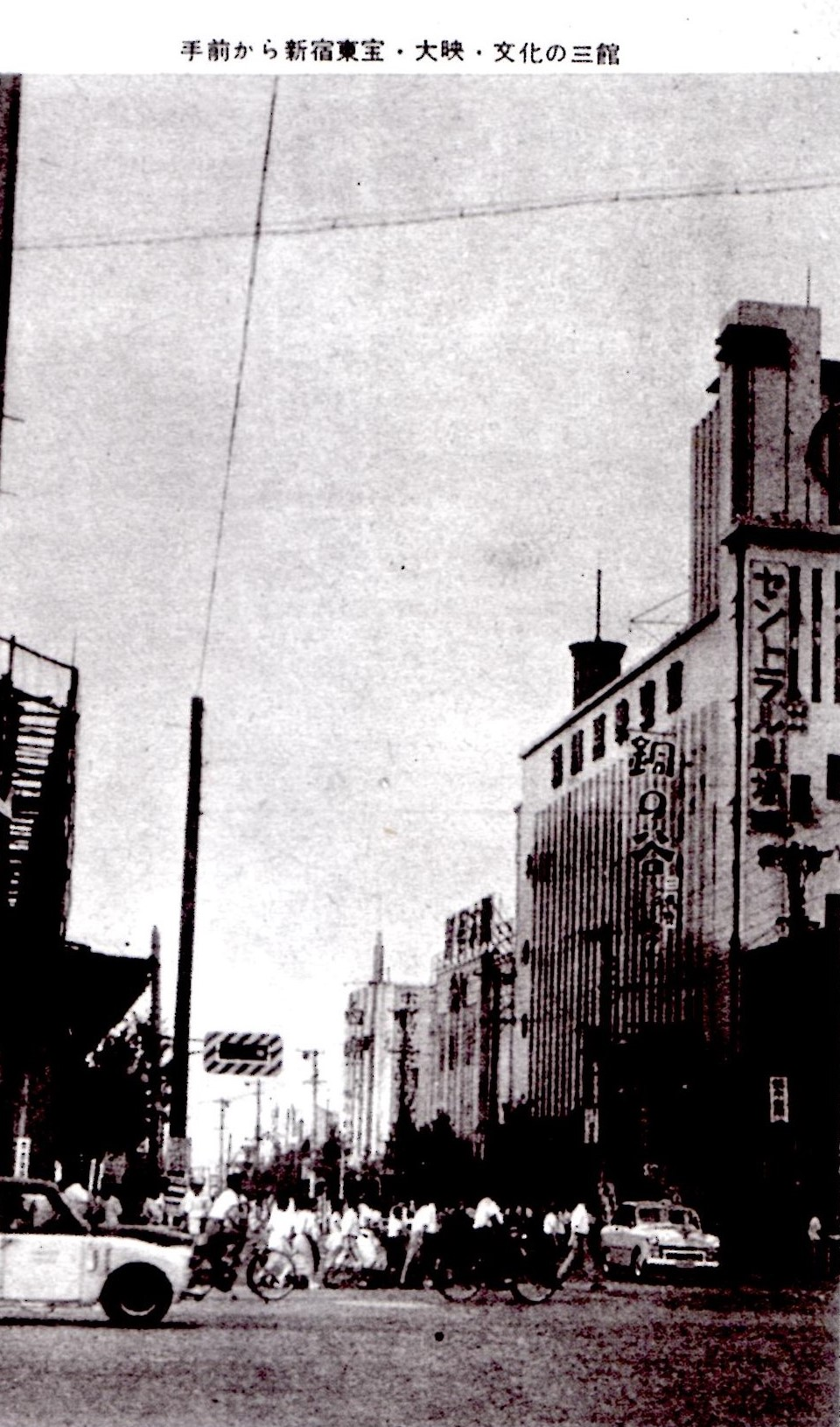
1953年頃の写真。写真右手前から2番目の建物が新宿大映である。

- 1948年11月16日 - おもに大映系の映画を上映する新宿大映に衣替えした[3]。最初の興行は『情熱の人魚』などであった[15]。新宿大映の初期には、『静かなる決闘』（1949年）[16]、『のど自慢狂時代』（1949年）[17]などが上映された。

### 新宿ロマン劇場
- 1971年 - 大映が倒産。新宿ロマン劇場と改名し[6]、洋画ロードショー館となる[18]。『エルビス・オン・ステージ』を上映[19]。
- 1975年7月12日 - 「故・市川雷蔵七回忌特集」として、『濡れ髪剣法』、『忍びの者』、『ある殺し屋』、『眠狂四郎・円月斬り』、『ひとり狼』を上映。「立ち見の大盛況」となる[6]。
- 1976年4月 - 『シンデレラ』（ブライアン・フォーブス監督）を上映[20]。
- 1977年 - 一時期、名画座となっていた興行形態を洋画ロードショー館に戻す[18]。この年、日本映画では角川春樹事務所の『人間の証明』を上映[21]。
- 1979年 - 『ルパン三世』（＝『ルパン三世 ルパンVS複製人間』）を上映[22]。
- 1987年3月 - 『王立宇宙軍 オネアミスの翼』（山賀博之監督）を上映[23]。
- 1989年（平成元年）1月16日 - 最後のロードショー興行『ザ・コップ』を終了、備品などのチャリティ・オークションが行なわれ、閉館[4][6]。東京都内としては平成改元後初の映画館閉館となった。
- その後、取り壊された外壁タイルの一部は新宿歴史博物館に寄贈される運びとなった[6]。

### 跡地
- 跡地には丸井が地下2階地上8階の商業ビルを建て、2004年8月まで営業していたが、その後、コメ兵が賃借し、2005年8月に買取センターを設け[24]、11月にKOMEHYO新宿店を開店した[25]。KOMEHYO新宿店は、2020年2月29日に閉店した。それから10ヶ月後の12月21日に東急不動産所有「キュープラザ新宿三丁目」として開業した[26]。

## 建築
1924年に開業した際の建物は、建坪180坪、鉄筋コンクリート造で、3階建てになっていた客席に合わせてファサードも3階分になっていたが、1931年に増改築が行われて上部に塔屋が追加され、6階建ての上に、さらに、光源が仕込まれた高さが8mある円形のガラス張りの広告塔が載せられた。当時、この広告塔は高田馬場あたりからも見えたといい、「山の手銀座・新宿のシンボル」と称されたという。
建物の内装には、大理石やタイルが随所に用いられていた。また、開館当時は無声映画の時代であったため、地下には弁士の控室が設けられていた。